# Kilkenny (pivo)
Kilkenny je irsko krem pivo porijeklom iz grada Kilkennyja. Vlasnik branda i proizvođač je tvrtka Diageo. Dostupan je kao točeno pivo, u bocama i limenkama.
Kilkenny se u početku proizvodio u pivovari St. Francis Abbey u Kilkennyu, koja je do svog zatvaranja 2013. bila najstarija pivovara u Irskoj. Kilkenny se danas proizvodi u pivovari St. James's Gate, u Dublinu. Poslužuje se na sličan način kao Guinness; potpuno uzdignuto s glavom od 3/4 do 1 ". Sastojci su voda, slani ječam, pečeni ječam, hmelj i kvas.
Primarno tržište za Kilkenny je Irska, a 2 najveća uvoznika su Australija i Kanada